# アッカド語
アッカド語（アッカド語: 𒀝𒅗𒁺𒌑, ラテン文字転写: akkadū）は、「アッシリア・バビロニア語（Assyro-Babylonian）」とも呼ばれ、古代メソポタミアで話されていたセム語派の言語。当時は国際共通語でもあった。現在知られる最も古いセム語である。
シュメール語から借りた楔形文字で表記されたアッカド語の碑文や粘土板の資料数はすでに100万点に近く、現在もトルコ・シリア・イラクで発見され続けている。書かれた年代は紀元前2350年頃から西暦1世紀までの約2500年に渡り、その種類も宮廷の書簡、王の記念碑、条約、年代記、法律、『ハムラビ法典』のような法律集成、行政文書、契約書、歴史、数学、医学などの学術書、文法書、辞典、宗教的文献、神話、叙事詩など幅広い。

## 時代区分・方言
アッカド語は歴史・地理的に次のように区分される。
- 紀元前2500年頃 – 紀元前1950年頃：古アッカド語
- 紀元前1950年頃 – 紀元前1530年頃：古バビロニア語（南部） / 古アッシリア語（北部）
- 紀元前1530年頃 – 紀元前1000年頃：中期バビロニア語（南部） / 中期アッシリア語（北部）
- 紀元前1000年頃 – 紀元前600年頃：新バビロニア語（南部） / 新アッシリア語（北部）
- 紀元前600年頃 – 紀元後100年頃：後期バビロニア語

すでに紀元前2600年頃のシュメール語文書にアッカド人の名前が見えている。アッカド語の最古の資料は紀元前2350年頃のものだが、紀元前2200年頃になるとシュメール人の復活によってアッカド語の資料はあまり見られなくなる。古アッカド語の資料はあまり多くなく、その言語については不明な点も多い。紀元前2千年紀にはいると再びアッカド語の資料が増え、西暦紀元後に至るまでとぎれずに資料が存在する。その言語は北のアッシリア語と南のバビロニア語に二大別されるが、両者の違いは主に音韻面にあり、文法や語彙の違いは限定的である。アッシリア学者は両者をそれぞれ約500年ごとに機械的に時代区分している。
紀元前1千年紀の中頃にアッカド語はアラム語に圧倒されて、話し言葉として使われなくなったと考えられる。しかしその後も西暦1世紀にいたるまでアッカド語の文章は書かれ続けた。
古バビロニア語は古典語として統一的な文法が使用され、紀元前1千年紀にはいっても標準的な文語として使用され続けた（標準バビロニア語と呼ぶ）。『ギルガメシュ叙事詩』『エヌマ・エリシュ』はこの文語で記されている。中期バビロニア語はそれに比べると残っている資料が少ないが、この時代にアッカド語は中東のリンガ・フランカとして使われ、アマルナ文書にはこの言語で書かれたバビロニア、アッシリア、ミタンニ、ヒッタイト、キプロス、エジプトの350件の書簡が含まれるが、これらの資料の言語はアッカド語話者でない書き手の母語に強く影響されている。新バビロニア語は新バビロニアとアケメネス朝時代に使用され、多くの資料が残っている。後期バビロニア語はアケメネス朝末期からセレウコス朝にかけて使用されたが、アラム語の影響が非常に強い。
バビロニア語が広く国際的に使われたのに対して、アッシリア語の資料はより限定的である。しかし新アッシリア王国時代に使われた新アッシリア語の資料は豊富に残っており、紀元前7世紀末に王国が滅亡するまで使用された。

## アッカド語楔形文字
アッカド語の表記は、シュメール語のシュメール語楔形文字表記法を借用したものであるが、アッシリアとバビロニアで独立して発達したために両者の間には相当な違いがある。現代の文字表では600字ほどに分けられているが、方言による差異が大きい。表語文字、表音文字（音節文字）、限定符に分類されるが、ひとつの文字が複数の役割を果たすことがある。表語文字は原則としてシュメール語の文字をアッカド語で訓読みする。たとえばシュメール語のLUGAL「王」という文字は、同じ意味を持つアッカド語でšarrumと読まなければならない。表語文字にはしばしば読みを補完するための表音文字が附属する。
膠着語的なシュメール語と無関係な屈折語であるアッカド語の表記に楔形文字は不向きであり、またシュメール語にない音の区別は不完全にしか表すことができなかった。例えば無声音、有声音、強勢音の区別は不完全であり、声門閉鎖音を表記するための専用の文字は中期以降に初めて出現し、母音のiとeもしばしば区別されなかった。また複数の字が同じ音を表す同音性や、逆にひとつの文字が複数の音を表す多音性の問題もあった。
CVC型の音節を表記するのにCV-VCのように分けて書く書き方があり、たとえば「王」を意味するšarrumを音節文字で表記するのに、šar-rum、ša-ar-rum、šar-ru-um、ša-ar-ru-um、ša-rumなどのさまざまな書き方が可能だった。どの書き方をするかは筆記者の好みによった。母音の長短は古アッカド語と古アッシリア語では区別されなかったが、古バビロニア語は余分な母音字を加える方法が発達した。同様に重子音も子音を重ねることで表記されるようになった。

## 音声
アッカド語は古代に消滅した言語であるため、正確な音声を知ることはできない。
セム祖語の29の子音に対して、アッカド語（古アッカド語を除く）は20しか子音がない。セム祖語の「喉音」ʾ /ʔ/, h, ḥ /ħ/, ʿ /ʕ/ および ǵ /ɣ/は声門閉鎖音のみになり、多くの位置では消滅したと考えられている（古アッカド語では区別されていたという説もある）。強勢音はおそらく放出音で、ṣ /tsʼ/, ṭ /tʼ/, q /kʼ/ の3種類のみだった。摩擦音ではセム祖語のś /ɬ/はšに融合した。ṯ /θ/は古アッカド語では区別があったが、それ以降はやはりšに融合した。3つの強勢音の摩擦音も同様にしてṣの1音のみになった。有声のḏ /ð/はzに融合した。
|            | 両唇音 | 歯音/歯茎音/後部歯茎音 | 軟口蓋音/口蓋垂音 | 声門音 |
| ---------- | ------ | ---------------------- | ----------------- | ------ |
| 破裂音     | p b    | t d ṭ /tʼ/             | k g q /kʼ/        | ʾ /ʔ/  |
| 鼻音       | m      | n                      |                   |        |
| 破擦音     |        | s /ts/ z /dz/ ṣ /tsʼ/  |                   |        |
| 摩擦音     |        | š /s - ʃ/              | ḫ /x/ r /ɣ - ʁ/   |        |
| 側面接近音 |        | l                      |                   |        |

上の表の破擦音は後に摩擦音化し、バビロニア語では s が/s/、š が/ʃ/になったが、アッシリア語では逆に s が/ʃ/、š が/s/だった。
母音は少なくともa, i, u, eの4母音があり、長短の区別があった。oもあった可能性が高いが、証拠が不足している。e は歴史的にはh ʿ ǵに隣接するaが変化したものであり、これらの子音の消滅にともなって音素として区別されるようになった。方言により、ほかにもさまざまな原因によってeが発生した。セム祖語の二重母音ayはバビロニア語でī、アッシリア語でēになり、awはūに変化した。
慣習的にセム祖語以来の長母音をā ī ū ēのようにマクロンで翻字し、縮約によって二次的に発生した長母音をâ î û êのようにサーカムフレックスで翻字する。しかし大部分のアッシリア学者は両者に音韻的な区別があったとは考えていない。

## 文法
他のセム語と同様に3つの子音による語根に接辞や母音のパターン、重子音化などを加えて形態変化する屈折語である。
名詞は男性と女性の2つの性、主格・対格・属格の3つの格、単数・双数・複数の3つの数を区別するが、単数以外では属格と対格は同一の語形を取り、しばしば「斜格」と呼ばれる。女性は多く単数で接尾辞-tまたは-at（語幹が2つの子音で終わる場合）、複数で-ātが加えられる。単数では男性だが複数では女性または両性の名詞がかなりの数存在する。複数形は通常接尾辞によって示され、アラビア語のように不規則な複数形を取る語は少ない。また、独立形・連語形（他の名詞属格または代名詞接尾辞に修飾されるときに現れる短縮形）・絶対形（格語尾のない形）・叙述形（代名詞接尾辞を加えて述語になるときの無語尾形）の4つの形を持っている。形容詞は名詞と同様に変化し（ただし男性複数では独自の語尾-ūtum/ūtimを使用する）、修飾する名詞と性・格・数を一致させる。定冠詞（英語のthe や、アラビア語のal [ال] に当たる）は存在しない。
|      | 単数  | 単数  | 単数  | 双数       | 双数  | 複数       | 複数   |
| 主格 | 属格  | 対格  | 主格  | 属格・対格 | 主格  | 属格・対格 |        |
| ---- | ----- | ----- | ----- | ---------- | ----- | ---------- | ------ |
| 男性 | ilum  | ilim  | ilam  | ilān       | ilīn  | ilū        | ilī    |
| 女性 | iltum | iltim | iltam | iltān      | iltīn | ilātum     | ilātim |

語末の鼻音 -m/-n は中期バビロニア語・中期アッシリア語以降は失われ、時代が新しくなるにつれて格の区別は曖昧になっていった。
人称代名詞は人称、性（一人称以外）、数（単数と複数。双数は古アッカド語のみに見える）、格（主格、属格・対格、与格）によって異なる。独立した人称代名詞のほかに人称接尾辞が発達している。関係代名詞は古アッカド語では変化していたが、それ以降は不変化語šaになった。疑問代名詞にはmannum「誰」、mīnum「何」などがある。
動詞のアスペクトまたは時制には継続（現在）、完了、過去、命令の4種類があり、それぞれ異なる語幹を使用する。第2語根と第3語根の間に置かれる母音のパターンには4種類があり、動詞によってどのパターンに属するかが異なる。√prs「切る」（不定形 parāsum）という語根について言えば、継続形parras、完了形ptaras、過去形prus、命令形purus（命令形は過去形と同じ語幹だが接頭辞がつかず、語根の第1子音の後ろに、第2子音の後ろと同じ母音が加えられる。二人称のみ）。これに主語の人称・性・数（単数と複数）を表すための接頭辞と接尾辞が加わる。西セム諸語では完了と未完了で人称接頭辞・接尾辞がまったく異なるが、アッカド語では共通である。
|      | 三人称男性 | 三人称女性 | 二人称男性 | 二人称女性 | 一人称   |
| ---- | ---------- | ---------- | ---------- | ---------- | -------- |
| 単数 | iparras    | iparras    | taparras   | taparrasī  | aparras  |
| 複数 | iparrasū   | iparrasā   | taparrasā  | taparrasā  | niparras |

動詞からの派生語には動形容詞（状態分詞とも）(parsum)、（能動）分詞(pārisum)、不定詞(parāsum)がある。
他のセム語と同様、語根から幾つかの語幹が派生される。継続形と過去形の三人称単数で示すと
- 基本となるG語幹[注 2](iparras / iprus)
- n-を接頭させたN語幹（ヘブライ語のニフアル、アラビア語の第7形）は受身を表す。アッカド語では音韻変化の結果重子音になる(ipparras / ipparis)。
- 第2語根子音を重複させたD語幹[注 3]（ヘブライ語のピエル、アラビア語の第2形）は他動詞性を強める。人称接頭辞の母音がuに変化する(uparras / uparris)。
- š(a)-を接頭させたŠ語幹（ヘブライ語のヒフイル、アラビア語の第4形）は使役を表す。人称接頭辞の母音がuに変化する(ušapras / ušapris)。
- 上記の4種類の語幹それぞれに -ta- 接中辞を加えたt語幹(Gt,Nt,Dt,Št、ただしNtはまれ)。Gtは相互的動作や反射を表す。DtとŠtはDとŠの受身を表す。
- 4種類の語幹それぞれに -tan- 接中辞を加えたtn語幹(Gtn,Ntn,Dtn,Štn)は反復動作を表す。

多くのセム語と異なり、語順は基本的にSOV型である。この語順はシュメール語の影響で生まれたものとも考えられている。しかし実際の語順はかなり自由である。

## 語彙
アッカド語の語彙の多くは他のセム語と共通する。
- šarrum「王」 < *śarr- （ヘブライ語: שַׂר śar「高官」）
- ilum「神」< *ʾil- （ヘブライ語: אֵל ʾēl）
- bītum「家」（バビロニア語形）< *bayt-（ヘブライ語: בַּיִת bayiṯ）
- rabûm「大いなる」< *rabi-（ヘブライ語: רָבָה rāḇâ「増やす」）
- anāku 一人称単数代名詞 < *ʾanāku（ヘブライ語: אָנֹכִי ʾānōḵī）

シュメール語からの借用がアッカド語の語彙の約1割に達するという統計もあるが、古アッカド語では借用語は極めて少ない。古バビロニア語ではシュメール語に由来する語が529語あるが、うち102語は語彙集にのみ出現し、おそらく生きた語彙ではない。これらのうち古アッカド語にも見られるのは4語に過ぎない。シュメール語のほかに、アムル語、エジプト語、エラム語、ギリシア語、ヒッタイト語、フルリ語、カッシート語、古代ペルシア語、スバルトゥ語、ウラルトゥ語、及び西セム諸語に属する様々な言語（特にアラム語）からの借用が見られる。

## アッカド語文学
- アトラ・ハシース
- エヌマ・エリシュ
- アマルナ文書
- ギルガメシュ叙事詩
- 我は知恵の主を賛美する（en:Ludlul bēl nēmeqi、義人の苦難に関する文学作品。）
- バビロニア神義論（en:Babylonian Theodicy）

## アッカド語出土場所
- マリ (シリア)
- アララハ
- ハットゥシャ
- en:Nuzi
- アマルナ
- ウガリット